# Svezia ai Giochi della XXXII Olimpiade
La Svezia ha partecipato ai Giochi della XXXII Olimpiade che si sono svolti a Tokyo, Giappone, dal 23 luglio all'8 agosto 2021, con una delegazione composta da 134 atleti, di cui 79 donne e 55 uomini.

## Medaglie
| Riepilogo quotidiano | Riepilogo quotidiano | Riepilogo quotidiano | Riepilogo quotidiano | Riepilogo quotidiano | Riepilogo quotidiano |
| -------------------- | -------------------- | -------------------- | -------------------- | -------------------- | -------------------- |
| Giorno               | Data                 |                      |                      |                      | Totale               |
| 8°                   | 31 luglio            | 1                    | 1                    | 0                    | 2                    |
| 9°                   | 1º agosto            | 0                    | 2                    | 0                    | 2                    |
| 11°                  | 3 agosto             | 1                    | 0                    | 0                    | 1                    |
| 12°                  | 4 agosto             | 0                    | 2                    | 0                    | 2                    |
| 14°                  | 6 agosto             | 0                    | 1                    | 0                    | 1                    |
| 14°                  | 7 agosto             | 1                    | 0                    | 0                    | 1                    |
| Totale               | Totale               | 3                    | 6                    | 0                    | 9                    |

### Medaglie per disciplina
| Sport            | Oro | Argento | Bronzo | Totale |
| ---------------- | --- | ------- | ------ | ------ |
| Atletica leggera | 2   | 1       | 0      | 3      |
| Equitazione      | 1   | 1       | 0      | 2      |
| Calcio           | 0   | 1       | 0      | 1      |
| Nuoto            | 0   | 1       | 0      | 1      |
| Vela             | 0   | 2       | 0      | 2      |
| Totale           | 3   | 6       | 0      | 9      |

### Medaglie d'oro
| Medaglia | Atleta                                                       | Sport            | Evento                    |
| -------- | ------------------------------------------------------------ | ---------------- | ------------------------- |
| Oro      | Daniel Ståhl                                                 | Atletica leggera | Lancio del disco maschile |
| Oro      | Armand Duplantis                                             | Atletica leggera | Salto con l'asta maschile |
| Oro      | Henrik von Eckermann Malin Baryard-Johnsson Peder Fredricson | Equitazione      | Salto ostacoli a squadre  |

### Medaglie d'argento
| Medaglia | Atleta                          | Sport            | Evento                     |
| -------- | ------------------------------- | ---------------- | -------------------------- |
| Argento  | Simon Pettersson                | Atletica leggera | Lancio del disco maschile  |
| Argento  | Nazionale femminile             | Calcio           | Torneo femminile           |
| Argento  | Peder Fredricson                | Equitazione      | Salto ostacoli individuale |
| Argento  | Sarah Sjöström                  | Nuoto            | 50m stile libero femminili |
| Argento  | Fredrik BergströmAnton Dahlberg | Vela             | 470 maschile               |
| Argento  | Josefin Olsson                  | Vela             | Laser Radial femminile     |

## Delegazione
| Sport                | Uomini | Donne | Totale |
| -------------------- | ------ | ----- | ------ |
| Atletica leggera     | 12     | 9     | 21     |
| Badminton            | 1      | 0     | 1      |
| Calcio               | 0      | 22    | 22     |
| Canoa/kayak          | 0      | 1     | 1      |
| Canottaggio          | 2      | 1     | 3      |
| Ciclismo             | 0      | 2     | 2      |
| Equitazione          | 3      | 6     | 9      |
| Ginnastica artistica | 1      | 1     | 2      |
| Golf                 | 2      | 2     | 4      |
| Judo                 | 3      | 1     | 4      |
| Lotta                | 1      | 2     | 3      |
| Nuoto                | 4      | 6     | 10     |
| Pallamano            | 15     | 15    | 30     |
| Pugilato             | 1      | 1     | 2      |
| Skateboard           | 1      | 0     | 1      |
| Sollevamento pesi    | 0      | 1     | 1      |
| Tennis               | 0      | 1     | 1      |
| Tennistavolo         | 3      | 2     | 5      |
| Tiro                 | 1      | 0     | 1      |
| Tiro con l'arco      | 0      | 1     | 1      |
| Tuffi                | 0      | 1     | 1      |
| Vela                 | 5      | 4     | 9      |
| Totale               | 55     | 79    | 134    |

## Risultati
| Q    | Qualificato al turno successivo per la posizione in qualificazione                                                           |
| q    | Qualificato per il turno successivo per ripescaggio o, negli eventi su campo, conquistando la misura minima per qualificarsi |
| N.D. | Fase non prevista per l'evento                                                                                               |

### Atletica leggera

#### Maschile
Eventi su pista e strada
| Atleta            | Evento           | Batteria  | Batteria  | Semifinale      | Semifinale      | Finale          | Finale          |
| Atleta            | Evento           | Risultato | Posizione | Risultato       | Posizione       | Risultato       | Posizione       |
| ----------------- | ---------------- | --------- | --------- | --------------- | --------------- | --------------- | --------------- |
| Kalle Berglund    | 1500 m piani     | 3'49"43   | 12º       | Non qualificato | Non qualificato | Non qualificato | Non qualificato |
| Andreas Kramer    | 800 metri piani  | 1'46"44   | 5º        | Non qualificato | Non qualificato | Non qualificato | Non qualificato |
| Erik Blomberg     | 3000 metri siepi | 8'39"57   | 13º       | N.D.            | N.D.            | Non qualificato | Non qualificato |
| Vidar Johansson   | 3000 metri siepi | 8'32"86   | 10º       | N.D.            | N.D.            | Non qualificato | Non qualificato |
| Simon Sundström   | 3000 metri siepi | 8'29"84   | 11º       | N.D.            | N.D.            | Non qualificato | Non qualificato |
| Perseus Karlström | Marcia 20 km     | N.D.      | N.D.      | N.D.            | N.D.            | 1h22'29"        | 9º              |

Eventi su campo
| Atleta           | Evento                 | Qualificazione | Qualificazione | Finale          | Finale          |
| Atleta           | Evento                 | Misura         | Posizione      | Misura          | Posizione       |
| ---------------- | ---------------------- | -------------- | -------------- | --------------- | --------------- |
| Kim Amb          | Lancio del giavellotto | 82, 40 m       | 12º q          | 79,69           | 11º             |
| Armand Duplantis | Salto con l'asta       | 5,75 m         | 3º Q           | 6,02 m          |                 |
| Thobias Montler  | Salto in lungo         | 8,01 m         | 8º q           | 8,08 m          | 7º              |
| Wictor Petersson | Getto del peso         | 19,73 m        | 28º            | Non qualificato | Non qualificato |
| Simon Pettersson | Lancio del disco       | 64,18 m        | 7º Q           | 67,39 m         |                 |
| Daniel Ståhl     | Lancio del disco       | 66,12 m        | 1º Q           | 68,90 m         |                 |

#### Femminile
Eventi su pista e strada
| Atleta            | Evento        | Finale    | Finale    |
| Atleta            | Evento        | Risultato | Posizione |
| ----------------- | ------------- | --------- | --------- |
| Meraf Bahta       | 10000 m piani | 32'10"483 | 18ª       |
| Sarah Lahti       | 10000 m piani | DNF       | DNF       |
| Carolina Wikström | Maratona      | 2h33'19"  | 22ª       |

Eventi su campo
| Atleta             | Evento           | Qualificazione | Qualificazione | Finale          | Finale          |
| Atleta             | Evento           | Misura         | Posizione      | Misura          | Posizione       |
| ------------------ | ---------------- | -------------- | -------------- | --------------- | --------------- |
| Angelica Bengtsson | Salto con l'asta | 4,55 m         | 12ª q          | 4,50 m          | 13ª             |
| Michaela Meijer    | Salto con l'asta | 4,40 m         | 16ª            | Non qualificata | Non qualificata |
| Erika Kinsey       | Salto in alto    | 1,93 m         | 15ª            | Non qualificata | Non qualificata |
| Maja Nilsson       | Salto in alto    | 1,95 m         | =11ª Q         | 1,84 m          | 13ª             |
| Fanny Roos         | Getto del peso   | 19,01 m        | 4ª Q           | 18,39           | 7ª              |
| Khaddi Sagnia      | Salto in lungo   | 6,76 m         | 7ª Q           | 6,67 m          | 9ª              |

### Badminton
V=vinto; P=perso
| Atleta          | Evento           | Girone                          | Girone                | Girone | Ottavi               | Quarti               | Semifinale           | Finale / FB          | Finale / FB     |
| Atleta          | Evento           | Avversario Punteggio            | Avversario Punteggio  | Pos.   | Avversario Punteggio | Avversario Punteggio | Avversario Punteggio | Avversario Punteggio | Pos.            |
| --------------- | ---------------- | ------------------------------- | --------------------- | ------ | -------------------- | -------------------- | -------------------- | -------------------- | --------------- |
| Felix Burestedt | Singolo maschile | Chou Tien-chen P (12–21, 11–21) | Yang V (21–12, 21–17) | 2º     | N.D.                 | Non qualificato      | Non qualificato      | Non qualificato      | Non qualificato |

### Calcio
V=vinto; P=perso
| Squadra             | Torneo    | Girone               | Girone               | Girone               | Girone | Quarti di finale     | Semifinali           | Finale               | Posizione |
| Squadra             | Torneo    | Avversario Risultato | Avversario Risultato | Avversario Risultato | Pos.   | Avversario Risultato | Avversario Risultato | Avversario Risultato | Posizione |
| ------------------- | --------- | -------------------- | -------------------- | -------------------- | ------ | -------------------- | -------------------- | -------------------- | --------- |
| Nazionale femminile | Femminile | Stati Uniti V 3–0    | Australia V 4–2      | Nuova Zelanda V 2–0  | 1ª Q   | Giappone V 3–1       | Australia V 1–0      | Canada P 1(2)–1(3)   |           |

### Canoa/kayak

#### Slalom
| Atleta      | Evento       | Qualificazioni | Qualificazioni | Qualificazioni | Qualificazioni | Qualificazioni | Qualificazioni | Semifinali | Semifinali | Finale | Finale    |
| Atleta      | Evento       | 1ª manche      | Pos.           | 2ª manche      | Pos.           | Migliore       | Posizione      | Tempo      | Posizione  | Tempo  | Posizione |
| ----------- | ------------ | -------------- | -------------- | -------------- | -------------- | -------------- | -------------- | ---------- | ---------- | ------ | --------- |
| Erik Holmer | K-1 maschile | 100"36         | 18º            | 94"91          | 12º            | 94"91          | 16º Q          | 98"45      | 10º Q      | 148"59 | 9º        |

| SF | Qualificato in semifinale                     |
| FA | Qualificato in finale A (per le medaglie)     |
| FB | Qualificato in finale B (non per le medaglie) |

#### Velocità
| Atleta          | Evento              | Qualificazioni | Qualificazioni | Quarti di finale | Quarti di finale | Semifinali | Semifinali | Finale   | Finale     |
| Atleta          | Evento              | Tempo          | Classifica     | Tempo            | Classifica       | Tempo      | Classifica | Tempo    | Classifica |
| --------------- | ------------------- | -------------- | -------------- | ---------------- | ---------------- | ---------- | ---------- | -------- | ---------- |
| Petter Menning  | K-1 200 m maschile  | 34"698         | 1º SF          | Bye              | Bye              | 35"149     | 3º FA      | 35"562   | 6º         |
| Linnea Stensils | K-1 200 m femminile | 41"109         | 3ª Q           | 41"313           | 1ª Q             | 38"858     | =4ª FA     | 39"287   | 5ª         |
| Linnea Stensils | K-1 500 m femminile | 1'48"144       | 1ª SF          | Bye              | Bye              | 1'51"902   | 1ª FA      | 1'53"600 | 5ª         |

### Canottaggio
| FA   | Qualificato in finale A (per le medaglie)     |
| FB   | Qualificato in finale B (non per le medaglie) |
| FC   | Qualificato in finale C (non per le medaglie) |
| FD   | Qualificato in finale D (non per le medaglie) |
| FE   | Qualificato in finale E (non per le medaglie) |
| FF   | Qualificato in finale F (non per le medaglie) |
| SA/B | Semifinali A/B                                |
| SC/D | Semifinali C/D                                |
| SE/F | Semifinali E/F                                |
| QF   | Qualificato ai quarti di finale               |
| R    | Ripescaggio                                   |

| Atleta          | Evento            | Qualificazioni | Qualificazioni | Quarti di finale | Quarti di finale | Semifinali | Semifinali | Finale  | Finale    |
| Atleta          | Evento            | Tempo          | Posizione      | 2ª manche        | Posizione        | Tempo      | Posizione  | Tempo   | Posizione |
| --------------- | ----------------- | -------------- | -------------- | ---------------- | ---------------- | ---------- | ---------- | ------- | --------- |
| Lovisa Claesson | Singolo femminile | 7'8"41         | 3ª Q           | 8'16"99          | 4ª SC/D          | 7'35"91    | 1ª FC      | 7'41"07 | 14ª       |

### Ciclismo

#### Ciclismo su strada
La ciclista Emilia Fahlin, una settimana prima dell'inizio dei Giochi, si è ritirata perché non era sufficientemente in forma per poter gareggiare.
| Atleta        | Evento                   | Tempo | Posizione |
| ------------- | ------------------------ | ----- | --------- |
| Emilia Fahlin | Corsa in linea femminile | —     | —         |
| Emilia Fahlin | Cronometro femminile     | —     | —         |

#### Mountain bike
| Atleta         | Evento                  | Tempo    | Classifica |
| -------------- | ----------------------- | -------- | ---------- |
| Jenny Rissveds | Cross-country femminile | 1h21'28" | 14ª        |

### Equitazione

#### Dressage
| Atleta                                         | Cavallo                             | Gara        | Grand Prix | Grand Prix | Grand Prix Special | Grand Prix Special | Grand Prix Freestyle | Grand Prix Freestyle | Totale          | Totale          |
| Atleta                                         | Cavallo                             | Gara        | Punteggio  | Classifica | Punteggio          | Classifica         | Tecnico              | Artistico            | Punteggio       | Classifica      |
| ---------------------------------------------- | ----------------------------------- | ----------- | ---------- | ---------- | ------------------ | ------------------ | -------------------- | -------------------- | --------------- | --------------- |
| Therese Nilshagen                              | Dante Weltino                       | Individuale | 75,140     | 12ª Q      | N.D.               | N.D.               | 79,721               | 14ª                  | 79,721          | 14ª             |
| Antonia Ramel                                  | Brother de Jeu                      | Individuale | 68,540     | 35ª        | N.D.               | N.D.               | Non qualificata      | Non qualificata      | Non qualificata | Non qualificata |
| Juliette Ramel                                 | Buriel                              | Individuale | 73,369     | 15ª Q      | N.D.               | N.D.               | 81,182               | 9ª                   | 81,182          | 9ª              |
| Therese Nilshagen Antonia Ramel Juliette Ramel | Dante Weltino Brother de Jeu Buriel | Squadra     | 6969,0     | 6ª Q       | 7210,0             | 6ª                 | N.D.                 | N.D.                 | 7210,0          | 6ª              |

#### Concorso completo
| Atleta                                                                   | Cavallo                              | Gara        | Dressage | Dressage  | Cross-country | Cross-country | Cross-country | Salto ostacoli  | Salto ostacoli  | Salto ostacoli  | Salto ostacoli  | Salto ostacoli  | Salto ostacoli  | Totale          | Totale          |
| Atleta                                                                   | Cavallo                              | Gara        | Dressage | Dressage  | Cross-country | Cross-country | Cross-country | Qualificazione  | Qualificazione  | Qualificazione  | Finale          | Finale          | Finale          | Totale          | Totale          |
| Atleta                                                                   | Cavallo                              | Gara        | Penalità | Posizione | Penalità      | Totale        | Posizione     | Penalità        | Totale          | Posizione       | Penalità        | Totale          | Posizione       | Totale          | Pos.            |
| ------------------------------------------------------------------------ | ------------------------------------ | ----------- | -------- | --------- | ------------- | ------------- | ------------- | --------------- | --------------- | --------------- | --------------- | --------------- | --------------- | --------------- | --------------- |
| Louise Romeike                                                           | Cato 60                              | Individuale | 28,00    | =9ª       | EL            | EL            | EL            | Non qualificata | Non qualificata | Non qualificata | Non qualificata | Non qualificata | Non qualificata | Non qualificata | Non qualificata |
| Ludwig Svennerstål                                                       | Balham Mist                          | Individuale | 35,00    | 40º       | WD            | WD            | WD            | Non qualificato | Non qualificato | Non qualificato | Non qualificato | Non qualificato | Non qualificato | Non qualificato | Non qualificato |
| Therese Viklund                                                          | Viscera                              | Individuale | 28.10    | 11ª       | EL            | EL            | EL            | Non qualificata | Non qualificata | Non qualificata | Non qualificata | Non qualificata | Non qualificata | Non qualificata | Non qualificata |
| Louise Romeike Ludwig Svennerstål Therese Viklund Sara Algotsson Ostholt | Cato 60 Balham Mist Viscera Chicuelo | Squadra     | 91,10    | 5ª        | 620,00        | 711,10        | 14ª           | 33,20           | 744,30          | 14ª             | N.D.            | N.D.            | N.D.            | 744,10          | 14ª             |

Sara Algotsson Ostholt con il cavallo Chicuelo ha sostituito Ludwig Svennerstal con il cavallo Balham Mist a causa di un lieve infortunio al cavallo.

#### Salto ostacoli
| Atleta                                                       | Cavallo                    | Gara        | Qualificazione | Qualificazione | Finale   | Finale    | Totale   | Totale    |
| Atleta                                                       | Cavallo                    | Gara        | Penalità       | Posizione      | Penalità | Posizione | Penalità | Posizione |
| ------------------------------------------------------------ | -------------------------- | ----------- | -------------- | -------------- | -------- | --------- | -------- | --------- |
| Malin Baryard-Johnsson                                       | Indiana                    | Individuale | 0              | =1ª Q          | 0        | 5ª        | 0        | 5ª        |
| Henrik von Eckermann                                         | King Edward                | Individuale | 0              | =1º Q          | 0        | 4º        | 0        | 4º        |
| Peder Fredricson                                             | All In                     | Individuale | 0              | =1º Q          | 0        | =1º       | 0        |           |
| Malin Baryard-Johnsson Henrik von Eckermann Peder Fredricson | Indiana King Edward All In | Squadra     | 0              | 1ª Q           | 8        | =1ª       | 0        |           |

### Ginnastica

#### Ginnastica artistica
Uomini
| Atleta       | Evento               | Qualificazione | Qualificazione | Qualificazione | Qualificazione | Qualificazione | Qualificazione | Qualificazione | Qualificazione | Finale          | Finale          | Finale          | Finale          | Finale          | Finale          | Finale          | Finale          |
| Atleta       | Evento               | Attrezzo       | Attrezzo       | Attrezzo       | Attrezzo       | Attrezzo       | Attrezzo       | Totale         | Pos.           | Attrezzo        | Attrezzo        | Attrezzo        | Attrezzo        | Attrezzo        | Attrezzo        | Totale          | Pos.            |
| Atleta       | Evento               | CL             | C              | A              | V              | P              | S              | Totale         | Pos.           | CL              | C               | A               | V               | P               | S               | Totale          | Pos.            |
| ------------ | -------------------- | -------------- | -------------- | -------------- | -------------- | -------------- | -------------- | -------------- | -------------- | --------------- | --------------- | --------------- | --------------- | --------------- | --------------- | --------------- | --------------- |
| Lukas Dauser | Concorso individuale | 12,166         | 12,033         | 11,200         | 12,716         | 11,733         | 12,533         | 72,765         | 61º            | Non qualificato | Non qualificato | Non qualificato | Non qualificato | Non qualificato | Non qualificato | Non qualificato | Non qualificato |

Donne
| Atleta         | Evento                 | Qualificazione | Qualificazione | Qualificazione | Qualificazione | Qualificazione | Qualificazione | Finale          | Finale          | Finale          | Finale          | Finale          | Finale          |
| Atleta         | Evento                 | Attrezzo       | Attrezzo       | Attrezzo       | Attrezzo       | Totale         | Pos.           | Attrezzo        | Attrezzo        | Attrezzo        | Attrezzo        | Totale          | Pos.            |
| Atleta         | Evento                 | CL             | V              | T              | P              | Totale         | Pos.           | CL              | V               | T               | P               | Totale          | Pos.            |
| -------------- | ---------------------- | -------------- | -------------- | -------------- | -------------- | -------------- | -------------- | --------------- | --------------- | --------------- | --------------- | --------------- | --------------- |
| Jonna Adlerteg | Parallele asimmetriche | N.D.           | N.D.           | N.D.           | 14,533         | N.D.           | 12ª            | Non qualificata | Non qualificata | Non qualificata | Non qualificata | Non qualificata | Non qualificata |

### Golf
| Atleta            | Evento    | Round 1   | Round 2   | Round 3   | Round 4   | Totale | Totale | Totale     |
| Atleta            | Evento    | Punteggio | Punteggio | Punteggio | Punteggio | Totale | Par    | Classifica |
| ----------------- | --------- | --------- | --------- | --------- | --------- | ------ | ------ | ---------- |
| Alex Norén        | Maschile  | 67        | 67        | 72        | 67        | 273    | -11    | 16º        |
| Henrik Norlander  | Maschile  | 68        | 73        | 72        | 67        | 280    | -4     | 45º        |
| Anna Nordqvist    | Femminile | 72        | 69        | 68        | 70        | 279    | -5     | 23ª        |
| Madelene Sagström | Femminile | 66        | 68        | 71        | 72        | 277    | -7     | 20ª        |

### Judo
| Atleta        | Evento          | Preliminari          | 16-esimi             | Ottavi                  | Quarti               | Semifinali           | Ripescaggio          | Finale               | Pos. |
| Atleta        | Evento          | Avversario Punteggio | Avversario Punteggio | Avversario Punteggio    | Avversario Punteggio | Avversario Punteggio | Avversario Punteggio | Avversario Punteggio | Pos. |
| ------------- | --------------- | -------------------- | -------------------- | ----------------------- | -------------------- | -------------------- | -------------------- | -------------------- | ---- |
| Tommy Macias  | 73 kg maschile  | Bye                  | Scvortov V 10-01     | Gjakova P 00–11         | Non qualificato      | Non qualificato      | Non qualificato      | Non qualificato      | 9º   |
| Robin Pacek   | 81 kg maschile  | Thaoubani V 10–00    | Aprahamian P 10-00   | Casse P 00–11           | Non qualificato      | Non qualificato      | Non qualificato      | Non qualificato      | 9º   |
| Marcus Nyman  | 90 kg maschile  | Bye                  | Finesse V 10–00      | Sherazadishvili P 00-10 | Non qualificato      | Non qualificato      | Non qualificato      | Non qualificato      | 9º   |
| Anna Bernholm | 70 kg femminile | Bye                  | Landolsi V 10-00     | Bellandi P 01–11        | Non qualificata      | Non qualificata      | Non qualificata      | Non qualificata      | 9ª   |

### Lotta

#### Libera
| Atleta          | Evento          | Ottavi               | Quarti               | Semifinali           | Ripescaggio          | Finale               | Pos. |
| Atleta          | Evento          | Avversario Risultato | Avversario Risultato | Avversario Risultato | Avversario Risultato | Avversario Risultato | Pos. |
| --------------- | --------------- | -------------------- | -------------------- | -------------------- | -------------------- | -------------------- | ---- |
| Sofia Mattsson  | 53 kg femminile | Vinesh P 1-3PP       | Non qualificata      | Non qualificata      | Non qualificata      | Non qualificata      | 13ª  |
| Henna Johansson | 62 kg femminile | Amri V 3–1PP         | Kawai P 1-3PP        | Non qualificata      | Ovcharova P 1-3PP    | Non qualificata      | 7ª   |

#### Greco-romana
| Atleta                 | Evento         | Ottavi               | Quarti               | Semifinali           | Ripescaggio          | Finale / FB          | Pos. |
| Atleta                 | Evento         | Avversario Risultato | Avversario Risultato | Avversario Risultato | Avversario Risultato | Avversario Risultato | Pos. |
| ---------------------- | -------------- | -------------------- | -------------------- | -------------------- | -------------------- | -------------------- | ---- |
| Alex Bjurberg Kessidis | 77 kg maschile | Huseynov P 1–3PP     | Non qualificato      | Non qualificato      | Non qualificato      | Non qualificato      | 11º  |

### Nuoto
Maschile
| Atleta           | Evento              | Batteria | Batteria  | Semifinale      | Semifinale      | Finale          | Finale          |
| Atleta           | Evento              | Tempo    | Posizione | Tempo           | Posizione       | Tempo           | Posizione       |
| ---------------- | ------------------- | -------- | --------- | --------------- | --------------- | --------------- | --------------- |
| Björn Seeliger   | 50 m stile libero   | 22"19    | 23º       | Non qualificato | Non qualificato | Non qualificato | Non qualificato |
| Robin Hanson     | 100 m stile libero  | 49"07    | 27º       | Non qualificato | Non qualificato | Non qualificato | Non qualificato |
| Robin Hanson     | 200 m stile libero  | 1'47"02  | 23º       | Non qualificato | Non qualificato | Non qualificato | Non qualificato |
| Victor Johansson | 800 m stile libero  | 7'49"14  | =10º      | N.D.            | N.D.            | Non qualificato | Non qualificato |
| Victor Johansson | 1500 m stile libero | 15'05"53 | 18º       | N.D.            | N.D.            | Non qualificato | Non qualificato |
| Erik Persson     | 200 m rana          | 2'08"76  | 6º Q      | 2'08"76         | 8º Q            | 2'08"88         | 8º              |

Femminile
| Atleta                                                                     | Evento               | Batteria | Batteria  | Semifinale      | Semifinale      | Finale          | Finale          |
| Atleta                                                                     | Evento               | Tempo    | Posizione | Tempo           | Posizione       | Tempo           | Posizione       |
| -------------------------------------------------------------------------- | -------------------- | -------- | --------- | --------------- | --------------- | --------------- | --------------- |
| Michelle Coleman                                                           | 50 m stile libero    | 24"84    | 20ª       | Non qualificata | Non qualificata | Non qualificata | Non qualificata |
| Michelle Coleman                                                           | 100 m stile libero   | 53"53    | 12ª Q     | 53"73           | 14ª             | Non qualificata | Non qualificata |
| Michelle Coleman                                                           | 100 m dorso          | 1'00"54  | 21ª       | Non qualificata | Non qualificata | Non qualificata | Non qualificata |
| Emelie Fast                                                                | 100 m rana           | 1'07"98  | 27ª       | Non qualificata | Non qualificata | Non qualificata | Non qualificata |
| Louise Hansson                                                             | 100 m dorso          | DNS      | DNS       | Non qualificata | Non qualificata | Non qualificata | Non qualificata |
| Louise Hansson                                                             | 100 m farfalla       | 56"97    | 6ª Q      | 56"92           | 7ª Q            | 56"22           | 5ª              |
| Sophie Hansson                                                             | 100 m rana           | 1'05"66  | 4ª Q      | 1'05"81         | 4ª Q            | 1'06"07         | 6ª              |
| Sophie Hansson                                                             | 200 m rana           | 2'23"82  | 12ª Q     | 2'24"28         | 10ª             | Non qualificata | Non qualificata |
| Sarah Sjöström                                                             | 50 m stile libero    | 24"26    | 4ª Q      | 24"13           | 3ª Q            | 24"07           |                 |
| Sarah Sjöström                                                             | 100 m stile libero   | 59"21    | 5ª Q      | 52"82           | 4ª Q            | 52"68           | 5ª              |
| Sarah Sjöström                                                             | 100 m farfalla       | 56"18    | 3ª Q      | 56"40           | 4ª Q            | 56"91           | 7ª              |
| Michelle Coleman Sara Junevik Louise Hansson Sophie Hansson Sarah Sjöström | 4×100 m stile libero | 3'35"93  | 8ª Q      | N.D.            | N.D.            | 3'34"69         | 6ª              |
| Michelle Coleman Louise Hansson Sophie Hansson Sarah Sjöström              | 4x100 m misti        | 3'56"23  | 5ª Q      | N.D.            | N.D.            | 3'54"27         | 5ª              |

### Pallamano
| Squadra             | Torneo    | Girone               | Girone               | Girone               | Girone               | Girone               | Girone | Quarti                | Semifinali           | Finale                           | Pos. |
| Squadra             | Torneo    | Avversario Punteggio | Avversario Punteggio | Avversario Punteggio | Avversario Punteggio | Avversario Punteggio | Pos.   | Avversario Punteggio  | Avversario Punteggio | Avversario Punteggio             | Pos. |
| ------------------- | --------- | -------------------- | -------------------- | -------------------- | -------------------- | -------------------- | ------ | --------------------- | -------------------- | -------------------------------- | ---- |
| Nazionale maschile  | Maschile  | Bahrein V 32-31      | Giappone V 28–26     | Portogallo V 29-28   | Egitto P 22-27       | Danimarca V 33-30    | 3ª Q   | Spagna P 33-34        | Non qualificata      | Non qualificata                  | 5ª   |
| Nazionale femminile | Femminile | Spagna V 31-24       | ROC V 36-24          | Francia D 28-28      | Brasile V 34-31      | Ungheria P 23-26     | 1ª Q   | Corea del Sud V 39-30 | Francia P 27-29      | Finale 3º posto Norvegia P 19-36 | 4ª   |

### Pugilato
V=vinto; P=perso
| Atleta           | Evento                 | 16-esimi             | Ottavi               | Quarti               | Semifinali           | Finale               | Pos.            |
| Atleta           | Evento                 | Avversario Punteggio | Avversario Punteggio | Avversario Punteggio | Avversario Punteggio | Avversario Punteggio | Pos.            |
| ---------------- | ---------------------- | -------------------- | -------------------- | -------------------- | -------------------- | -------------------- | --------------- |
| Adam Chartoi     | Pesi medi maschile     | Verón P 0–5          | Non qualificato      | Non qualificato      | Non qualificato      | Non qualificato      | Non qualificato |
| Agnes Alexiusson | Pesi leggeri femminile | Wu P 1–4             | Non qualificata      | Non qualificata      | Non qualificata      | Non qualificata      | Non qualificata |

### Skateboard
| Atleta         | Evento        | Qualificazione | Qualificazione | Finale          | Finale          |
| Atleta         | Evento        | Punti          | Posiz.         | Punti           | Posiz.          |
| -------------- | ------------- | -------------- | -------------- | --------------- | --------------- |
| Stefan Nilsson | Park maschile | 119            | 23°            | Non qualificato | Non qualificato |

### Sollevamento pesi
| Atleta            | Evento          | Strappo   | Strappo    | Slancio   | Slancio    | Totale | Classifica |
| Atleta            | Evento          | Risultato | Classifica | Risultato | Classifica | Totale | Classifica |
| ----------------- | --------------- | --------- | ---------- | --------- | ---------- | ------ | ---------- |
| Patricia Strenius | 76 kg femminile | 102       | 7ª         | 133       | 4ª         | 235    | 4ª         |

### Tiro a segno/volo
| Atleta         | Evento         | Qualificazione | Qualificazione | Finale          | Finale          |
| Atleta         | Evento         | Punteggio      | Classifica     | Punteggio       | Classifica      |
| -------------- | -------------- | -------------- | -------------- | --------------- | --------------- |
| Stefan Nilsson | Skeet maschile | 119            | 23º            | Non qualificato | Non qualificato |

### Tiro con l'arco
| Atleta              | Evento                | Classificazione | Classificazione | 32-esimi             | 16-esimi             | Ottavi               | Quarti               | Semifinali           | Finale / FB          | Pos. |
| Atleta              | Evento                | Punteggio       | Pos.            | Avversario Punteggio | Avversario Punteggio | Avversario Punteggio | Avversario Punteggio | Avversario Punteggio | Avversario Punteggio | Pos. |
| ------------------- | --------------------- | --------------- | --------------- | -------------------- | -------------------- | -------------------- | -------------------- | -------------------- | -------------------- | ---- |
| Christine Bjerendal | Individuale femminile | 622             | 55ª             | Rebagliati P 2-6     | Non qualificata      | Non qualificata      | Non qualificata      | Non qualificata      | Non qualificata      | 33ª  |

### Tennis
V=vinto; P=perso
| Rebecca Peterson | Singolare femminile | M. Sherif V (7–5, 7–6(1)) | E. Rybakina P (2–6, 3–6) | Non qualificata | Non qualificata | Non qualificata | Non qualificata | Non qualificata | Non qualificata | Non qualificata | Non qualificata |

### Tennistavolo
V=vinto; P=perso
| Atleta                                         | Evento            | Preliminari          | Round 1              | Round 2              | Round 3              | Ottavi               | Quarti               | Semifinali           | Finale               | Finale          |
| Atleta                                         | Evento            | Avversario Punteggio | Avversario Punteggio | Avversario Punteggio | Avversario Punteggio | Avversario Punteggio | Avversario Punteggio | Avversario Punteggio | Avversario Punteggio | Pos.            |
| ---------------------------------------------- | ----------------- | -------------------- | -------------------- | -------------------- | -------------------- | -------------------- | -------------------- | -------------------- | -------------------- | --------------- |
| Mattias Falck                                  | Singolo maschile  | Bye                  | Bye                  | Bye                  | Assar P 3–4          | Non qualificato      | Non qualificato      | Non qualificato      | Non qualificato      | Non qualificato |
| Anton Källberg                                 | Singolo maschile  | Bye                  | Bye                  | Kumar V 4–0          | Lin P 1–4            | Non qualificato      | Non qualificato      | Non qualificato      | Non qualificato      | Non qualificato |
| Mattias Falck Anton Källberg Kristian Karlsson | Squadre maschile  | Bye                  | Bye                  | Bye                  | Bye                  | Stati Uniti V 3–1    | Giappone P 1–3       | Non qualificati      | Non qualificati      | Non qualificati |
| Linda Bergström                                | Singolo femminile | Bye                  | Mukherjee P 3–4      | Non qualificata      | Non qualificata      | Non qualificata      | Non qualificata      | Non qualificata      | Non qualificata      | Non qualificata |
| Christina Källberg                             | Singolo femminile | Bye                  | Shao P 3–4           | Non qualificata      | Non qualificata      | Non qualificata      | Non qualificata      | Non qualificata      | Non qualificata      | Non qualificata |

### Tuffi
| Atleta          | Evento                   | Preliminari | Preliminari | Semifinale | Semifinale | Finale          | Finale          |
| Atleta          | Evento                   | Punti       | Classifica  | Punti      | Classifica | Punti           | Classifica      |
| --------------- | ------------------------ | ----------- | ----------- | ---------- | ---------- | --------------- | --------------- |
| Emma Gullstrand | Trampolino 3 m femminile | 289,65      | 12ª Q       | 288,85     | 13ª        | Non qualificata | Non qualificata |

### Vela
| Atleta                           | Evento          | Regata | Regata | Regata | Regata | Regata | Regata | Regata | Regata | Regata | Regata | Regata | Regata | Regata | Punteggio Totale | Punteggio Netto | Classifica |
| Atleta                           | Evento          | 1      | 2      | 3      | 4      | 5      | 6      | 7      | 8      | 9      | 10     | 11     | 12     | M      | Punteggio Totale | Punteggio Netto | Classifica |
| -------------------------------- | --------------- | ------ | ------ | ------ | ------ | ------ | ------ | ------ | ------ | ------ | ------ | ------ | ------ | ------ | ---------------- | --------------- | ---------- |
| Jesper Stålheim                  | Laser maschile  | 22     | 11     | 1      | 20     | 4      | 17     | 11     | 9      | 29     | 13     | N.D.   | N.D.   | EL     | 137              | 108             | 14º        |
| Josefin Olsson                   | Laser femminile | 34     | 15     | 8      | 4      | 1      | 6      | 4      | 9      | 22     | 10     | N.D.   | N.D.   | 1      | 115              | 81              |            |
| Max Salminen                     | Finn maschile   | 8      | 12     | 7      | 8      | 12     | 8      | 4      | 2      | 11     | 12     | N.D.   | N.D.   | 18     | 102              | 90              | 9º         |
| Fredrik Bergström Anton Dahlberg | 470 maschile    | 1      | 15     | 8      | 5      | 6      | 11     | 1      | 5      | 3      | 1      | N.D.   | N.D.   | 4      | 60               | 43              |            |
| Olivia Bergström Lovisa Karlsson | 470 femminile   | 19     | 10     | 10     | 16     | 7      | 9      | 18     | 14     | 11     | 18     | N.D.   | N.D.   | EL     | 129              | 111             | 14ª        |
| Emil Järudd Cecilia Jonsson      | Nacra 17 misto  | 18     | 13     | 11     | 16     | 12     | 14     | 19     | 16     | 3      | 10     | 16     | 16     | EL     | 163              | 144             | 14ª        |